# 中島精也
中島 精也（なかじま せいや、1947年 ‐ ）は、日本のエコノミスト。伊藤忠商事に入社後、調査部と金融部門で活躍し、伊藤忠商事秘書部丹羽会長付チーフエコノミスト(経済財政諮問会議担当)を務めた。退社後は、丹羽宇一郎事務所でチーフエコノミストとして活動する傍ら、福井県立大学客員教授を務める。

## 人物・経歴
熊本県生まれ。横浜国立大学経済学部を卒業後、伊藤忠商事に入社。1976年、日本経済研究センター出向。1987年、伊藤忠商事為替証券部へ異動。1994年、ifo経済研究所客員研究員(ドイツ・ミュンヘン駐在)。2006年、伊藤忠商事秘書部丹羽会長付チーフエコノミスト(経済財政諮問会議担当)。2015年より丹羽連絡事務所チーフエコノミスト。2018年より、福井県立大学客員教授。また、九州大学大学院非常勤講師、長崎大学非常勤講師、関東学院大学非常勤教師を歴任した。
寄稿は『国際金融』(外国為替貿易研究会)、『眼光紙背』(日経産業新聞)、『時事経済情報』(福井県立大学地域経済研究所)、『世界経済評論IMPACT』(国際貿易投資研究所)、などがあり、鳩山総理のエコノミスト懇談会、内閣情報調査室国際金融研究会、中央大学国際金融研究会、PHPグローバル・リスク分析プロジェクトにメンバーとして参加した。

## 著書
- 『グローバルエコノミーの潮流』(1999年9月 シグマベイスキャピタル社)
- 『傍若無人なアメリカ経済』(2015年9月 角川新書)
- 『新冷戦の勝者になるのは日本』(2023年6月 講談社)